# Llanfihangel-y-Pennant
Pour les articles homonymes, voir Llanfihangel.
Llanfihangel-y-Pennant est un village et une communauté du Gwynedd, au pays de Galles.

## Géographie
Le village de Llanfihangel-y-Pennant est situé dans le sud du Gwynedd, près du massif de Cadair Idris (en). La communauté à laquelle il donne son nom, rurale et peu densément peuplée, est traversée par la Dysynni (en). Elle comprend aussi les villages et hameaux d'Abergynolwyn (en) et Tal-y-llyn (en).

## Démographie
Au recensement de 2011, la communauté de Llanfihangel-y-Pennant comptait 339 habitants.